# 艾雲·迪拉彭拿
艾雲·迪拉彭拿·盧比斯（西班牙語：Iván De la Peña López，西班牙語發音：[iˈβan delaˈpeɲa]，1976年5月6日—）是退役西班牙足球運動員，擔任中場。
由於迪拉彭拿的光頭做型酷似美國電影《小活佛》（Little Buddha）中的小活佛，自此他被球迷稱為「小活佛」。
2011年5月，迪拉彭拿宣佈退役。

## 外部連結
- 迪拉彭拿 西甲數據 （页面存档备份，存于） （西班牙文）
- 迪拉彭拿 國家隊數據 （西班牙文）
- Spain - Footballer of the year （页面存档备份，存于）, at RSSF
- The lost boys of Barcelona, by Ronald Atkin, February 2005